# حامد إدريس عواتي
حامد إدريس عواتي (10 أبريل 1910 – 28 مايو 1962) هو مؤسس الجيش الإريتري (الجناح العسكري لجبهة التحرير الإريترية) ، ورمزًا للنضال الإريتري من أجل الاستقلال. وهو من مواليد 1910 في منطقة قرست بين مدينة قلوج وتسني ومات من تأثير جرح في منطقة ساوا في 28 مايو 1962 ويُعد من أهم رموز الكفاح الثوري في اريتريا.

## حياته العسكرية
في عام 1935 جنده الإيطاليون اجباريًا وأصبح جنديا بالجيش الإيطالي، وقد كان يجيد العديد من اللغات المحلية والعالمية وكان يتحدث اللغة العربية والايطالية بطلاقة، ومن اللغات المحلية كان يجيد التغري والتغرنية، والنارا، والحدارب، والكوناما. ابتعث إلى روما في دورة للمخابرات العسكرية وبعد عودته من روما، عُين في أواخر عام 1937 في جهاز المخابرات العسكرية في الحدود الغربية ما بين إرتريا والسودان عريفًا أول في المخابرات وكانت من أكبر الرتب التي كان يمنحها الجيش الإيطالي لغير الايطاليين العاملين لديه. عندما احتل الايطاليون مدينة كسلا، عُين نائباً لمحافظ مدينة كسلا لقرابة عام واحد.
بعد أن هُزمت إيطاليا في الحرب العالمية الثانية وانسحبت من كسلا في عام 1941م وجد عواتي الفرصة للانفصال من الجيش الإيطالي وعاد إلي قريته ليعمل في الزراعة وتربية المواشي إلى جانب مقاومته لقطاع الطرق الإثيوبيين الذين كانوا يعبرون الحدود بين ارتريا وإثيوبيا وينهبون المواشي من الرعاة والفلاحين الارتريين.
بعد طرد الإيطاليين بالكامل من إريتريا، استقر حميد في غرب إريتريا لكنه دخل في نهاية المطاف في نزاع ضد السلطات البريطانية وبدأ حملة مسلحة ضد سيطرة بريطانيا على إريتريا من عام 1942 إلى عام 1948. بعد ذلك ، وصل حميد وفصيله المسلح إلى اتفاقية هدنة مع السلطات البريطانية.
في غضون ذلك، كانت حركة الاستقلال الإريترية تتشكل وتعمل من أجل جعل إريتريا دولة مستقلة بالوسائل السلمية بدلاً من الانضمام إلى إثيوبيا غير الساحلية.
في عام 1958 أسست مجموعة من المنفيين الإريتريين في القاهرة حركة التحرير الإريترية بقيادة حميد.
في يوليو 1960، في مدينة القاهرة، عقدت مجموعة من الطلاب والمثقفين الإريتريين الشباب اجتماعاً وشكلوا جبهة التحرير الإريترية (ELF).

## وفاته
في 27 مايو 1962، أخبر عواتي وحدته أنه ليس على ما يرام. بدأت حالته تتدهور بسرعة. يقال إن عواتي اتصل بالرائد كيبوب حجاج وأهداه بندقيته العزيزة عليه مؤكدا على استمرار الثورة. في صباح اليوم التالي ، توفي عواتي. دفنه رفاقه سرا ولم يكشفوا عن وفاته إلا بعد أربع سنوات.
نصبت حكومة إريتريا تمثالا في 1 سبتمبر 1994 في موقع قبره.